# Tyrothricin
Tyrothricin ist ein Gemisch verschiedener antibakteriell wirksamer linearer und cyclischer Polypeptide aus den Gruppen der  Gramicidine und Tyrocidine. Sie werden endotoxinartig durch den anaeroben sporenbildenden Bacillus aneurinolyticus (Synonym: Bacillus brevis) gebildet.
Der Wirkungsbereich umfasst vorwiegend grampositive Bakterien, aber auch einige gramnegative Bakterien und verschiedene Pilzarten, wie beispielsweise Candida albicans.
Tyrothricin wird den Polypeptid-Antibiotika zugeordnet, der unter anderem auch Actinomycin, Bacitracin und die Polymyxine angehören.

## Zusammensetzung
Tyrothricin enthält 50 bis 70 % Tyrocidine und 25 bis 50 % Gramicidine, die insgesamt mindestens 85 % des Wirkstoffs ausmachen. Daneben kommen in kleinen Mengen weitere strukturverwandte Polypeptide vor.
| Struktur der Tyrocidine in Tyrothricin                                                              | Struktur der Tyrocidine in Tyrothricin | Struktur der Tyrocidine in Tyrothricin | Struktur der Tyrocidine in Tyrothricin | Struktur der Tyrocidine in Tyrothricin | Struktur der Tyrocidine in Tyrothricin | Struktur der Tyrocidine in Tyrothricin |
| --------------------------------------------------------------------------------------------------- | -------------------------------------- | -------------------------------------- | -------------------------------------- | -------------------------------------- | -------------------------------------- | -------------------------------------- |
| Grundgerüst                                                                                         |                                        |                                        |                                        |                                        |                                        |                                        |
| ┌D-Phe–L-Pro–X–Y–L-Asn–L-Gln–Z–L-Val–L-Orn–L-Leu┐ └────────────────────────────────────────────┘    |                                        |                                        |                                        |                                        |                                        |                                        |
| Tyrocidin                                                                                           | Summenformel                           | Molmasse                               | CAS-Nr.                                | X                                      | Y                                      | Z                                      |
| A                                                                                                   | C66H88N13O13                           | 1271                                   | 1481-70-5                              | L-Phe                                  | D-Phe                                  | L-Tyr                                  |
| B                                                                                                   | C68H89N14O13                           | 1311                                   | 865-28-1                               | L-Trp                                  | D-Phe                                  | L-Tyr                                  |
| C                                                                                                   | C70H90N15O13                           | 1350                                   | 3252-29-7                              | L-Trp                                  | D-Trp                                  | L-Tyr                                  |
| D                                                                                                   | C72H91N16O12                           | 1373                                   | 19716-16-6                             | L-Trp                                  | D-Trp                                  | L-Trp                                  |
| E                                                                                                   | C66H88N13O12                           | 1255                                   | 19659-41-7                             | L-Phe                                  | D-Phe                                  | L-Phe                                  |
| Struktur der Gramicidine in Tyrothricin                                                             |                                        |                                        |                                        |                                        |                                        |                                        |
| Grundgerüst                                                                                         |                                        |                                        |                                        |                                        |                                        |                                        |
| HCO–X–Gly–L-Ala–D-Leu–L-Ala–D-Val–L-Val–D-Val–L-Trp– –D-Leu–Y–D-Leu–L-Trp–D-Leu–L-Trp-NH-CH2-CH2-OH |                                        |                                        |                                        |                                        |                                        |                                        |
| Gramicidin                                                                                          | Summenformel                           | Molmasse                               | X                                      | X                                      | Y                                      | Y                                      |
| A1                                                                                                  | C99H140N20O17                          | 1882                                   | L-Val                                  | L-Val                                  | L-Trp                                  | L-Trp                                  |
| A2                                                                                                  | C100H142N20O17                         | 1896                                   | L-Ile                                  | L-Ile                                  | L-Trp                                  | L-Trp                                  |
| C1                                                                                                  | C97H139N19O18                          | 1859                                   | L-Val                                  | L-Val                                  | L-Tyr                                  | L-Tyr                                  |
| C2                                                                                                  | C98H141N19O18                          | 1873                                   | L-Ile                                  | L-Ile                                  | L-Tyr                                  | L-Tyr                                  |

## Wirkung
| Bakteriostatische bzw. bakterizide Wirkung gegen | Hemmdosis in μg/ml |
| ------------------------------------------------ | ------------------ |
| Staphylococcus aureus MSSA                       | 04                 |
| Staphylococcus aureus MRSA                       | 04                 |
| Staphylococcus haemolyticus                      | 04                 |
| Streptococcus pyogenes                           | 00,5               |
| Streptococcus viridans                           | 01 – 5             |
| Enterococcus faecalis                            | 02                 |
| Diplococcus pneumonia                            | 01                 |
| Corynebakterium spp.                             | 02                 |
| Clostridia                                       | 00,1 – 10          |
| Candida albicans                                 | 16                 |
| Candida parapsilosis                             | 32                 |

Tyrothricin ist ein antimikrobielles Polypeptid, das die Zellmembran verschiedener Mikroorganismen irreversibel schädigt.  Es ähnelt in seiner Wirkweise sehr den antimikrobiellen Peptiden (englisch host defense peptides), wie sie aus Eukaryoten bekannt sind (z. B. Defensin und Cathelicidin). Aufgrund dieser Ähnlichkeit werden sie heute vermehrt auch dieser Gruppe zugeordnet (nicht-ribosomal synthetisierte antimikrobielle Polypeptide).
Als Gemisch zweier aktiver Substanzgruppen wirkt Tyrothricin auf zwei Wegen auf die mikrobielle Zellwand:
- Tyrocidine lagern sich in die Zellmembran von Mikroorganismen ein und zerstören damit deren Funktion. Der genaue Ort und Mechanismus sind bisher unbekannt.

- Gramicidine bilden kationenselektive Kanäle in der Zellmembran, durch die monovalent geladene Kationen (wie z. B. Kalium, Natrium) die Membran passieren können. Hierbei wird unter anderem der Ionengradient zwischen Cytoplasma und extrazellulärem Medium aufgehoben.

Resistenzanalysen zeigten, dass Tyrothricin trotz des jahrzehntelangen Einsatzes eine ungebrochen hohe Wirksamkeit selbst gegen Staphylococcus aureus-Stämme mit multipler Antibiotikaresistenz (MRSA) zeigt. Es bestehen zudem keine Kreuzresistenzen mit Polymyxin B und Colistin.
Der Grund dieser anhaltenden Wirksamkeit und ausbleibenden Resistenzentwicklung wird in dem direkten und doppelten Angriff auf die Zellmembran von Mikroorganismen vermutet. Um Resistenzen auszubilden, müssten Pathogene die Beschaffenheit und Zusammensetzung ihrer Zellmembranen ändern, ein komplizierter und (im Blick der Evolution) sehr aufwendiger Prozess.
Aufgrund dieser gleichbleibend hohen Wirkung ist Tyrothricin mit seinen aktiven Bestandteilen Gramicidin und Tyrocidin zu Beginn des 21. Jahrhunderts wieder verstärkt in den Blick der Forschung gelangt.
In verschiedenen Experimenten wurden dabei auch andere Eigenschaften von Tyrothricin entdeckt, bspw. die Aktivierung des angeborenen unspezifischen Immunsystems oder die Hemmung der Ausschüttung des Tumornekrosefaktors TNF.

## Anwendung
Tyrothricin wird ausschließlich lokal eingesetzt. In diesem Zusammenhang wird das Antibiotikum in Form von Halstabletten bei Halsentzündungen und -schmerzen mit Schluckbeschwerden, bei Rachen- und Kehlkopfentzündungen sowie bei Entzündungen der Mundschleimhaut und des Zahnfleisches eingesetzt. Das Peptid wird im Magen-Darm-Trakt zerstört, und es findet keine messbare Resorption bei lokaler Anwendung auf der Haut oder den Schleimhäuten statt.
Darüber hinaus wird Tyrothricin zur lindernden Behandlung von kleinflächigen, oberflächlichen, wenig nässenden Wunden der Haut mit bakterieller Superinfektion mit Tyrothricin-empfindlichen Erregern, wie z. B. Riss-, Kratz-, Schürfwunden, eingesetzt.

## Nebenwirkungen
Bei lokalem Einsatz sind im Allgemeinen Überempfindlichkeitsreaktionen gegenüber dem Wirkstoff wie Brennen oder Jucken der Haut oder Schleimhaut beobachtet worden. Es liegen bislang keine Langzeitstudien über die Wirkung bei Schwangerschaft und Stillzeit vor.
Bei systemischer Aufnahme kann es zu starken nephro- und neurotoxischen Nebenwirkungen kommen.

## Geschichte

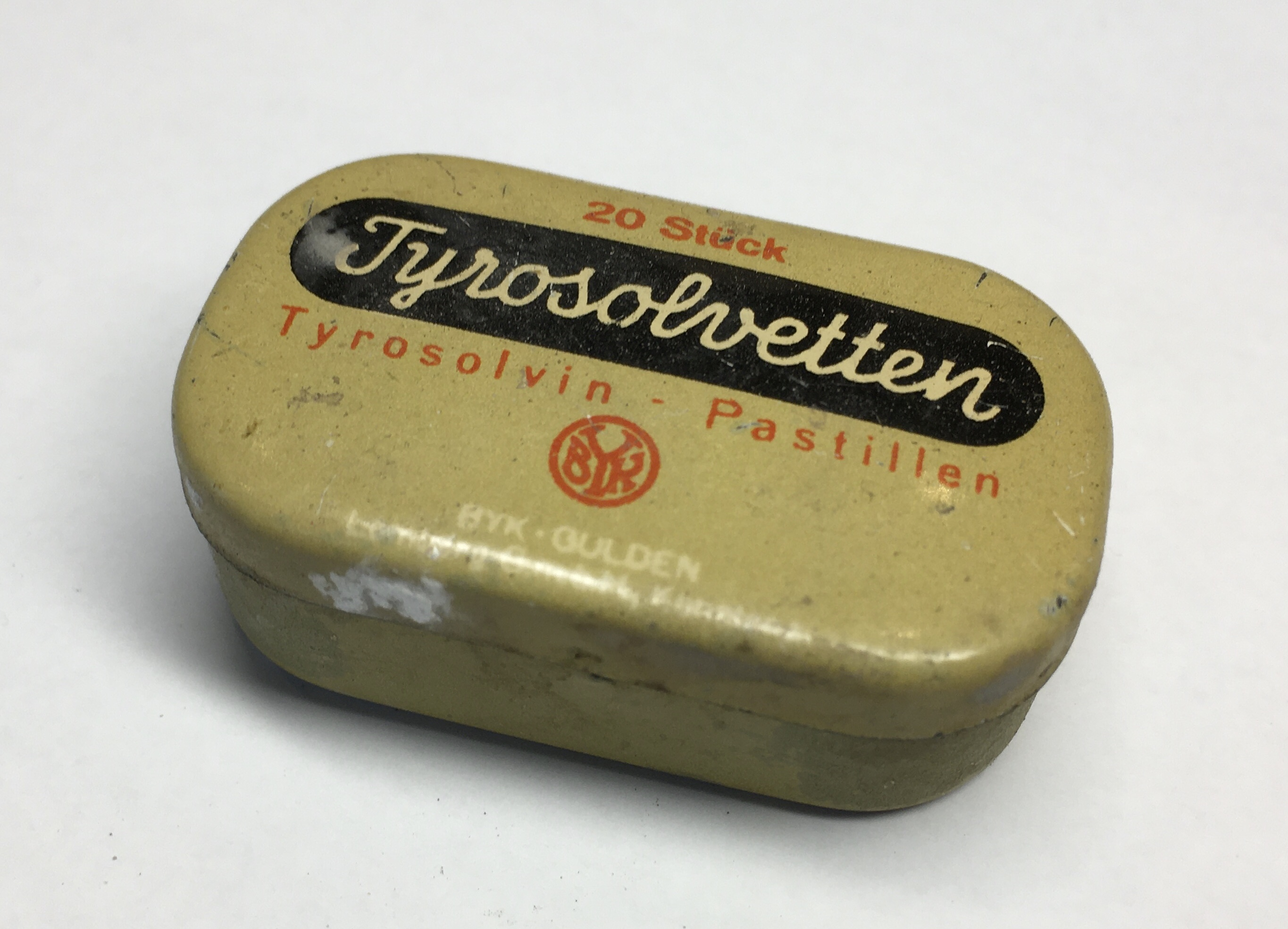
Tyrosolvetten (Tyrosolvin-Pastillen) von Byk Gulden zur lokalen Behandlung bei Infektionen der Mundhöhle und des Rachens. Zusätzlich enthalten waren das antiseptisch wirkende Cetylpyridiniumchlorid und das Lokalanästhetikum Benzocain.

Tyrothricin wurde 1939 von dem Franzosen René Jules Dubos bei Brutversuchen mit Bodenproben und Pneumokokken entdeckt und aus Kulturfiltraten von Bacillus brevis isoliert. Die ersten Markennamen waren Tyrosolvin (von Byk-Gulden, Konstanz) und Tyrocid (von Grünenthal). Das unter anderem Tyrothricin als Tyrosolvin-Byk enthaltende Präparat Inspirol wurde von dem Wiesbadener Unternehmen Lyssia-Werke als bakteriostatisches Heilmittel bei allen Erkrankungen von Mund, Hals, Nase und Luftwegen vertrieben.

## Handelsnamen
Monopräparate
Tyrosur (D)
Kombinationspräparate
- mit Benzalkoniumchlorid und Benzocain: Dorithricin (D, A)
- mit Cetrimoniumbromid und Lidocain: Lemocin (D, A)
- mit Lidocain und Lysozym: Mebucasol (CH), Sangerol (CH)
- mit Acetylcystein, Phenylalanin, Lidocain und Taurin: Solmucaine (CH)
- mit Dequaliniumchlorid und Lidocain: Tyroqualin (CH)

zahlreiche Generika (A, CH)